# Élections législatives indiennes de 2019
Des élections législatives indiennes de 2019 ont eu lieu du 11 avril au 19 mai 2019 afin d'élire pour cinq ans la XVIIe législature (en) de la Lok Sabha, la chambre basse du Parlement de l'Inde. Le dépouillement a eu lieu le 23 mai 2019. Ces élections se tiennent en même temps que les scrutins pour renouveler les assemblées des États d'Andhra Pradesh, Arunachal Pradesh, Odisha et Sikkim.
Environ 900 millions de citoyens indiens étaient inscrits sur les listes électorales et la participation s'élève à 67 %, la plus élevée pour des élections générales en Inde.
Le Premier ministre nationaliste Narendra Modi réussit à remporter un second mandat avec une majorité encore accrue pour le Bharatiya Janata Party (BJP) par rapport à sa large victoire de 2014. Le Congrès national indien de Rahul Gandhi ne parvient pas à progresser au-delà d'une douzaine de sièges.

## Contexte
En 2014, le Bharatiya Janata Party (BJP), issu de la droite nationaliste hindoue, et dirigé par Narendra Modi est arrivé au pouvoir en mettant en avant le développement économique et la création d'emplois,. Cinq ans après, son bilan économique est contrasté : la part des emplois industriels dans l'économie n'a que marginalement augmenté et le gouvernement est accusé par l'opposition de masquer les chiffres du chômage. La politique économique a été contestée, notamment lors d'une grande grève en janvier 2019 organisée par une dizaine de syndicats, le Parti communiste d'Inde et la coalition d'opposition au Bharatiya Janata Party, appelant à une hausse du salaire minimum, la sécurité sociale universelle, l'arrêt des privatisations et à l'arrêt de la réforme du droit du travail. À cela s'ajoute le mécontentement des paysans, confrontés à la stagnation des prix des produits agricoles et la hausse des coûts des engrais et semences.
La politique d'accès aux toilettes et à la propreté du gouvernement de Narendra Modi a connu un certain succès mais beaucoup de l'argent investi pour l'environnement et, notamment, le nettoyage du Gange n'a pas été dépensé.
Par ailleurs, la situation s'est tendu au Cachemire. À la suite de l'attentat de Pulwama mené le 14 février 2019 par le Jaish-e-Mohammed contre des paramilitaires indiens un conflit militaire éclate entre l'Inde et le Pakistan, aboutissant à des pertes civiles et militaires des deux côtés, des tirs d'artillerie à travers la frontière internationale et des affrontements directs entre les Armées de l'air des deux pays.
Face au gouvernement sortant, Rahul Gandhi, héritier de la famille Nehru-Gandhi, a pris la tête du Congrès national indien en décembre 2017. Après plusieurs échecs électoraux, notamment en 2017 en Uttar Pradesh, l'État le plus peuplé, le Congrès a réussi à conserver ou reprendre le pouvoir dans plusieurs États importants en 2018 et 2019 (Karnataka, Madhya Pradesh, Jharkhand, Rajasthan) et apparait de nouveau comme un concurrent sérieux face au BJP. Rahul Gandhi met en avant un programme social et accuse Narendra Modi d'avoir mal géré l'achat par l'Inde d'avions Rafale à la France.
En 2016, le gouvernement Modi avait fait adopter une loi afin de permettre aux entreprises et aux particuliers de verser des dons anonymes aux partis, ce qui équivaudrait à une « officialisation du capitalisme de connivence », comme l’a dénoncé l’ancien chef de la commission électorale Shahabuddin Yaqoob Quraishi. Ces sommes, considérables, ont permis de mener une intense propagande électorale et d'acheter des voix à travers des cadeaux la veille du scrutin.

## Organisation

### Mode de scrutin
La Lok Sabha, chambre basse du Parlement de l'Inde, est composée de 545 sièges pourvus pour un mandat de cinq ans, sauf dissolution anticipée par le président de l'Inde. 
Les élections de 543 sièges se tiennent au scrutin uninominal majoritaire à un tour dans autant de circonscriptions uninominales. Dans chacune d'elles est élu le candidat recueillant le plus grand nombre de voix. Sur les 543 circonscriptions, 84 sont réservées à des candidats des castes répertoriées (Dalits) et 47 pour des candidats des tribus répertoriées (Adivasis). Le président indien nomme deux députés supplémentaires représentant la communauté anglo-indienne, pour un total de 545 sièges.
À la suite d'une décision de la Cour suprême, les électeurs ont également la possibilité de ne choisir aucun candidat en votant Aucun d'entre eux.

### Calendrier
La Commission électorale indienne fixe le calendrier des élections. Celles-ci se déroulent en sept phases, du 11 avril au 19 mai 2019. 
| Jour de vote | Jour de vote  | États concernés | Circonscriptions | Carte         |
| ------------ | ------------- | --- | ---------------- | ------------- |
|              | 11 avril 2019 | Andhra Pradesh, Arunachal Pradesh, Assam (en partie), Bihar (en partie), Chhattisgarh (en partie), Jammu-et-Cachemire (en partie), Maharashtra (en partie), Manipur (en partie), Meghalaya, Mizoram, Nagaland, Odisha (en partie), Sikkim, Telangana, Tripura (en partie), Uttar Pradesh (en partie), Uttarakhand, Bengale-Occidental (en partie), Îles Andaman-et-Nicobar, Lakshadweep | 91               |               |
|              | 18 avril 2019 | Assam (en partie), Bihar (en partie), Chhattisgarh (en partie), Jammu-et-Cachemire (en partie), Karnataka (en partie), Maharashtra (en partie), Manipur (en partie), Odisha (en partie), Tamil Nadu, Tripura (en partie), Uttar Pradesh (en partie), Bengale-Occidental (en partie), Puducherry                                                                                         | 97               |               |
|              | 23 avril 2019 | Assam (en partie), Bihar (en partie), Chhattisgarh (en partie), Gujarat, Goa, Jammu-et-Cachemire (en partie), Karnataka (en partie), Kerala, Maharashtra (en partie), Odisha (en partie), Uttar Pradesh (en partie), Bengale-Occidental (en partie), Dadra et Nagar Haveli, Daman et Diu                                                                                                | 115              |               |
|              | 29 avril 2019 | Bihar (en partie), Jammu-et-Cachemire (en partie), Jharkhand (en partie), Madhya Pradesh (en partie), Maharashtra (en partie), Odisha (en partie), Rajasthan (en partie), Uttar Pradesh (en partie), Bengale-Occidental (en partie) | 71               |               |
|              | 6 mai 2019    | Bihar (en partie), Jammu-et-Cachemire (en partie), Jharkhand (en partie), Madhya Pradesh (en partie), Bengale-Occidental (en partie) | 51               |               |
|              | 12 mai 2019   | Bihar (en partie), Haryana, Jharkhand (en partie), Madhya Pradesh (en partie), Uttar Pradesh (en partie), Bengale-Occidental (en partie), Delhi | 59               |               |
|              | 19 mai 2019   | Bihar (en partie), Jharkhand (en partie), Madhya Pradesh (en partie), Pendjab, Bengale-Occidental (en partie), Chandigarh, Uttar Pradesh (en partie), Himachal Pradesh | 59               |               |
| 23 mai 2019  | 23 mai 2019   | Dépouillement | Dépouillement    | Dépouillement |

### Corps électoral et logistique
Il y a 900 millions d'électeurs inscrits, soit une hausse de 86 millions par rapport au dernier scrutin, ce qui fait de ces élections le plus grand scrutin démocratique organisé. 15 millions d'électeurs ont entre 18 et 19 ans.
La Commission électorale indienne installe environ 1 million de bureaux de vote à travers le pays, contre 900 000 en 2014. Comme depuis 2004, tous les bureaux sont équipés de machine à voter électroniques mais, contrairement à la pratique précédente, ces machines impriment un reçu qui permet aux électeurs de vérifier leur vote et autorisent un recomptage des voix après le scrutin,.

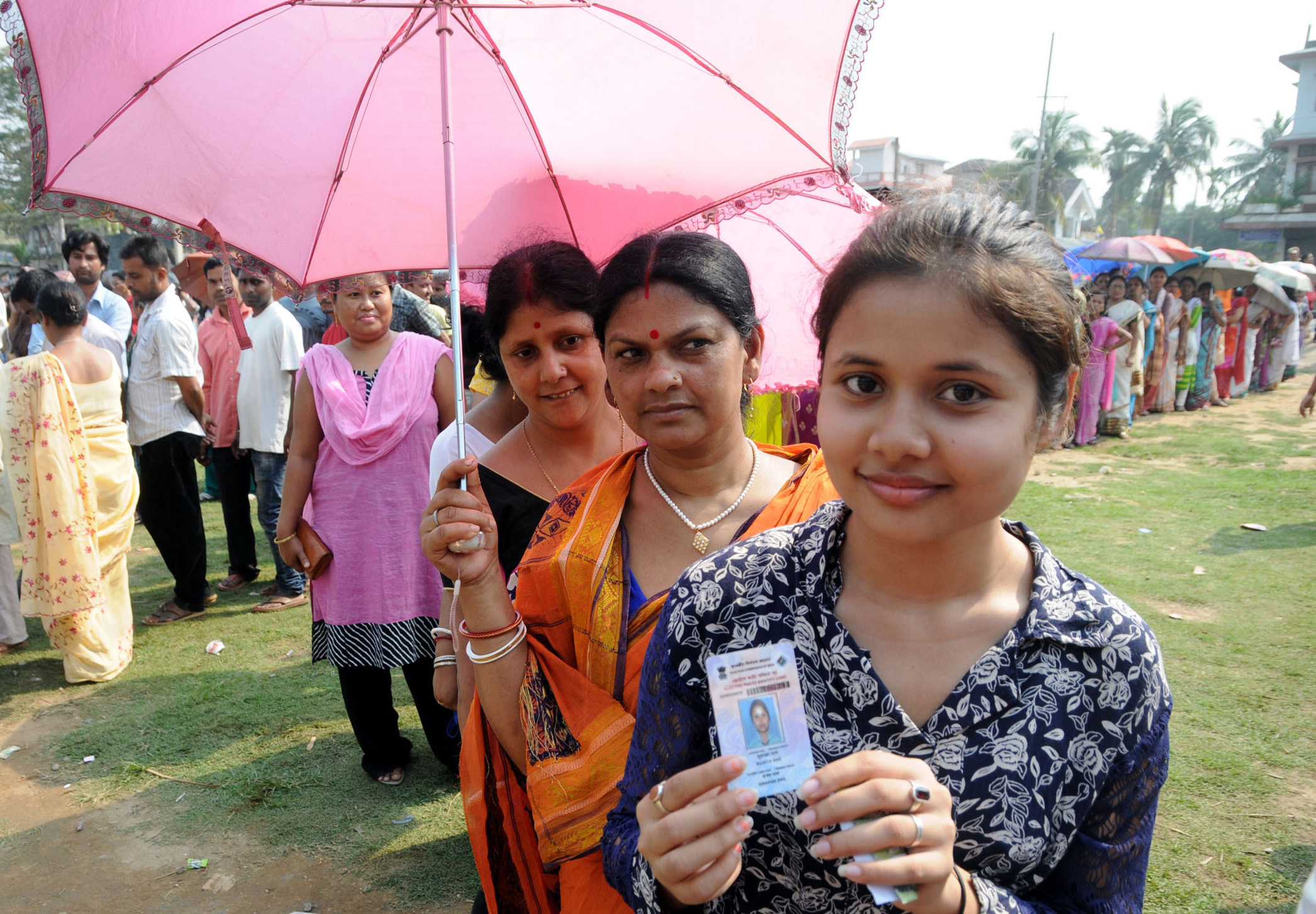
Chaque électeur dispose d'une carte d'identité électorale avec photo délivrée par la Commission électorale.
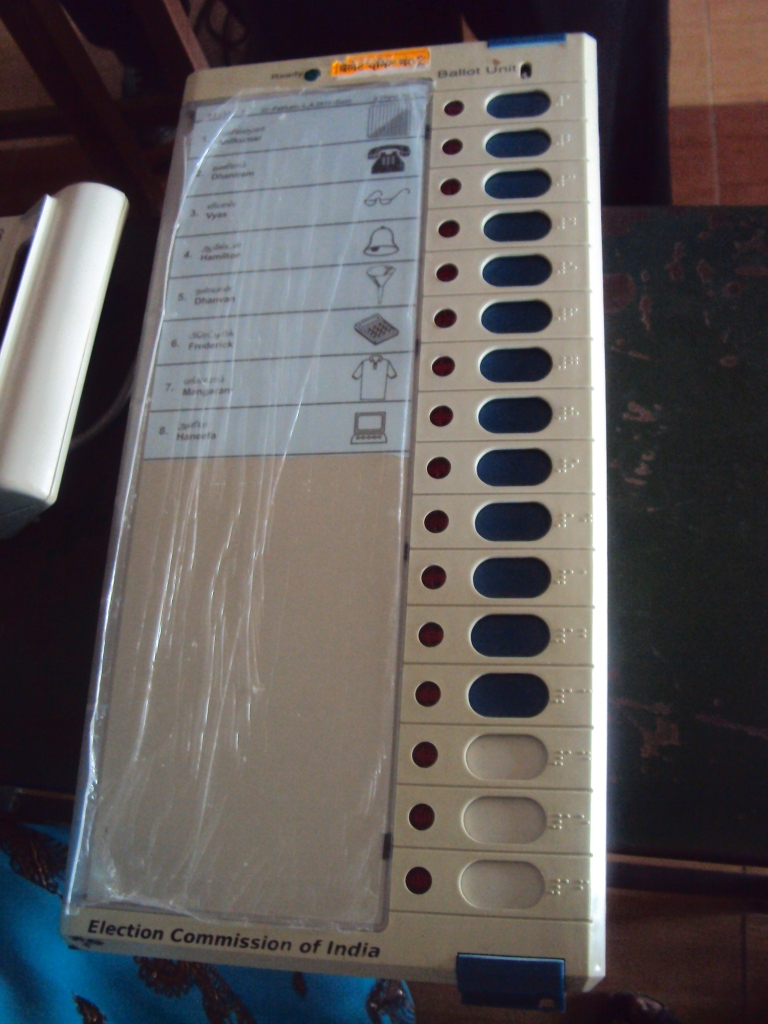
Liste des candidats sur une machine à voter. Chaque parti est représenté par un symbole électoral, et par un numéro en braille[13].
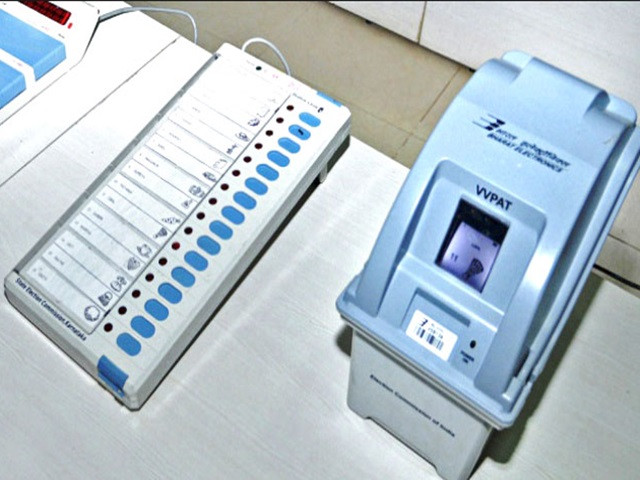
Une machine à voter avec le terminal d'impression du reçu de vote.
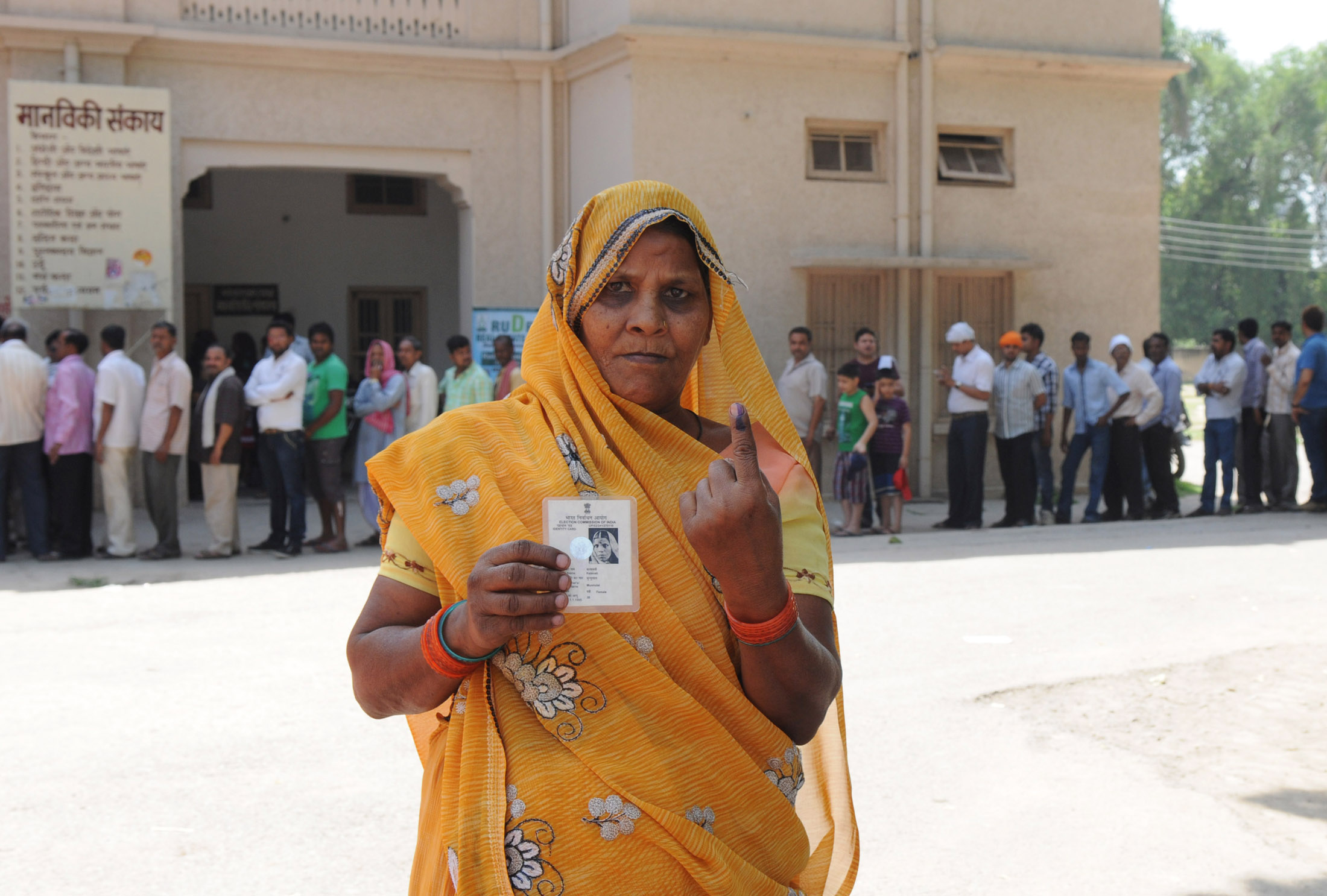
Pour empêcher les votes multiples, l'index de chaque électeur est marqué à l'encre après son vote.

## Coalitions et candidats
Depuis les années 1990, le développement de nombreux partis politiques régionaux a rendu difficile pour un seul parti d'obtenir à lui seul la majorité des sièges à la Lok Sabha. Les principaux partis forment donc des coalitions avant les élections, toutefois ces coalitions évoluent fréquemment y compris pendant les élections, entre les élections et le dépouillement ou après le résultat connu.

La question environnementale est quasiment absente des campagnes du BJP et du parti du Congrès, une position critiquée en raison de la vulnérabilité du pays au changement climatique. L'Inde serait ainsi le pays le plus exposé à ces risques selon une étude de HSBC en 2018.

### Alliance démocratique nationale
| | Alliance démocratique nationale (NDA) Narendra Modi leader de la NDA, Premier ministre sortant |
| - Bharatiya Janata Party - All India Anna Dravida Munnetra Kazhagam (Tamil Nadu) - Shiv Sena (Maharashtra) - Janata Dal (Uni) (Bihar) - Shiromani Akali Dal (Pendjab) - Pattali Makkal Katchi (Tamil Nadu) - Lok Janshakti Party (Bihar) - Bharath Dharma Jana Sena (Kerala) - Desiya Murpokku Dravida Kazhagam (Tamil Nadu) - Asom Gana Parishad (Assam) - Apna Dal (Sonelal) (Uttar Pradesh) - All Jharkhand Students Union (Jharkhand) - Puthiya Tamilagam (Tamil Nadu) - Tamil Maanila Congress (Tamil Nadu) - Puthiya Needhi Katchi (Tamil Nadu) - All India N.R. Congress (Pondichéry) - Bodoland People's Front (Assam) - Nationalist Democratic Progressive Party (Nagaland) - Kerala Congress (Thomas) (Kerala) - Rashtriya Loktantrik Party (Rajasthan) |                                                                                                |

L'Alliance démocratique nationale ou NDA est la coalition du Bharatiya Janata Party. La NDA a été au pouvoir de 1998 à 2004 quand Atal Bihari Vajpayee était Premier ministre et de nouveau depuis 2014 sous Narendra Modi, qui est candidat à sa propre succession.
Le BJP conteste ces élections avec ses alliés traditionnels comme le Shiv Sena, parti d'extrême droite du Maharashtra, ou le Shiromani Akali Dal, parti religieux du Pendjab, ainsi qu'avec d'importants partis régionaux avec lequel il a forgé des alliances récentes comme le AIADMK au Tamil Nadu et le Janata Dal (Uni) au Bihar,. D'autres partis qui étaient précédemment membre de la NDA ont toutefois quitté la coalition, notamment le Telugu Desam Party (en) (TDP), au pouvoir en Andhra Pradesh, et la Jammu and Kashmir Peoples Democratic Party (en) (JKPDP). 
Le BJP fait campagne avec le slogan « Phir Ek Baar Modi Sarkar » (« Le gouvernement Modi, une fois de plus ») et a dévoilé son programme électoral, intitulé « Sankalpit Bharat, shashakt Bharat » (« Inde déterminée, Inde puissante »), le 8 avril 2019,. Le parti au pouvoir promet notamment, s'il est réélu, de proposer un logement à tous les Indiens et de doubler les revenus des paysans d'ici 2020. Le programme prévoit également une « tolérance zéro » contre le terrorisme et la fin du statut d'autonomie spécial du Jammu et Cachemire.

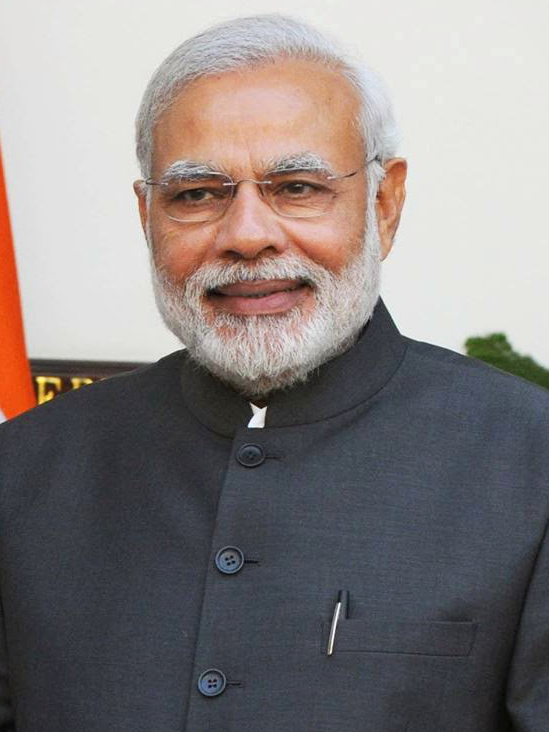
Narendra Modi, leader de la NDA, Premier ministre issu du BJP.
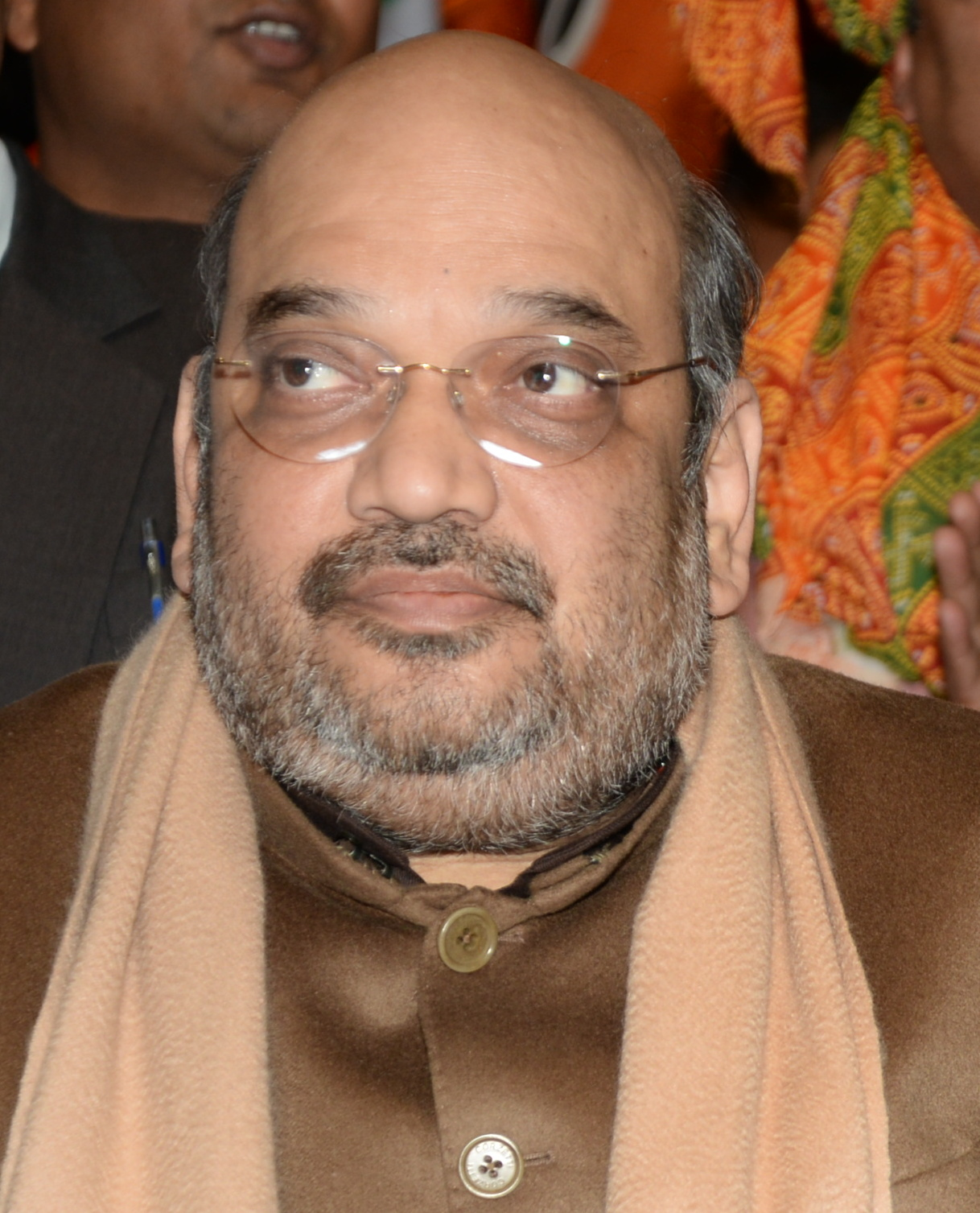
Amit Shah, président du BJP.
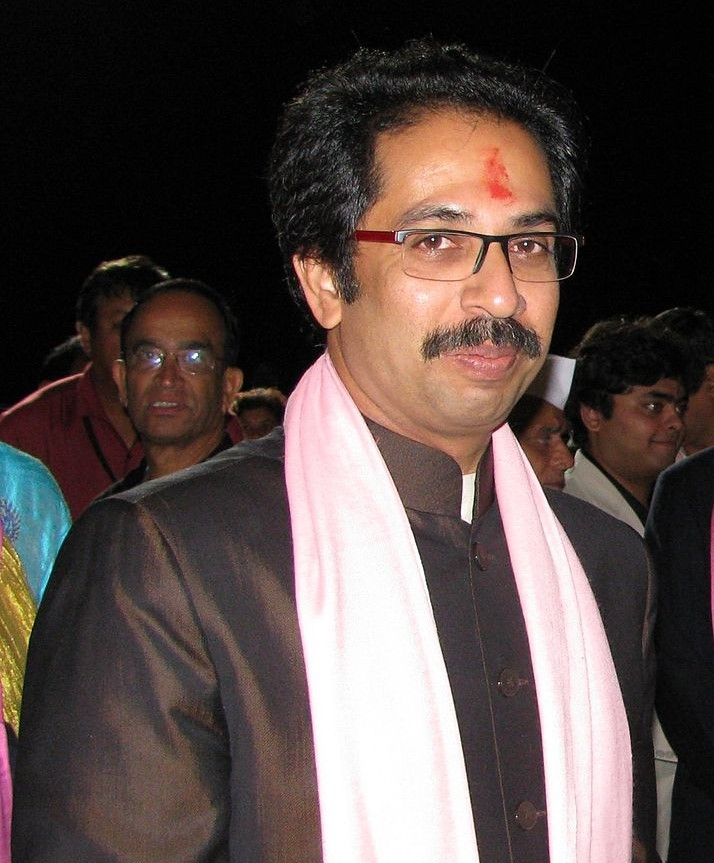
Uddhav Thackeray, président du Shiv Sena.
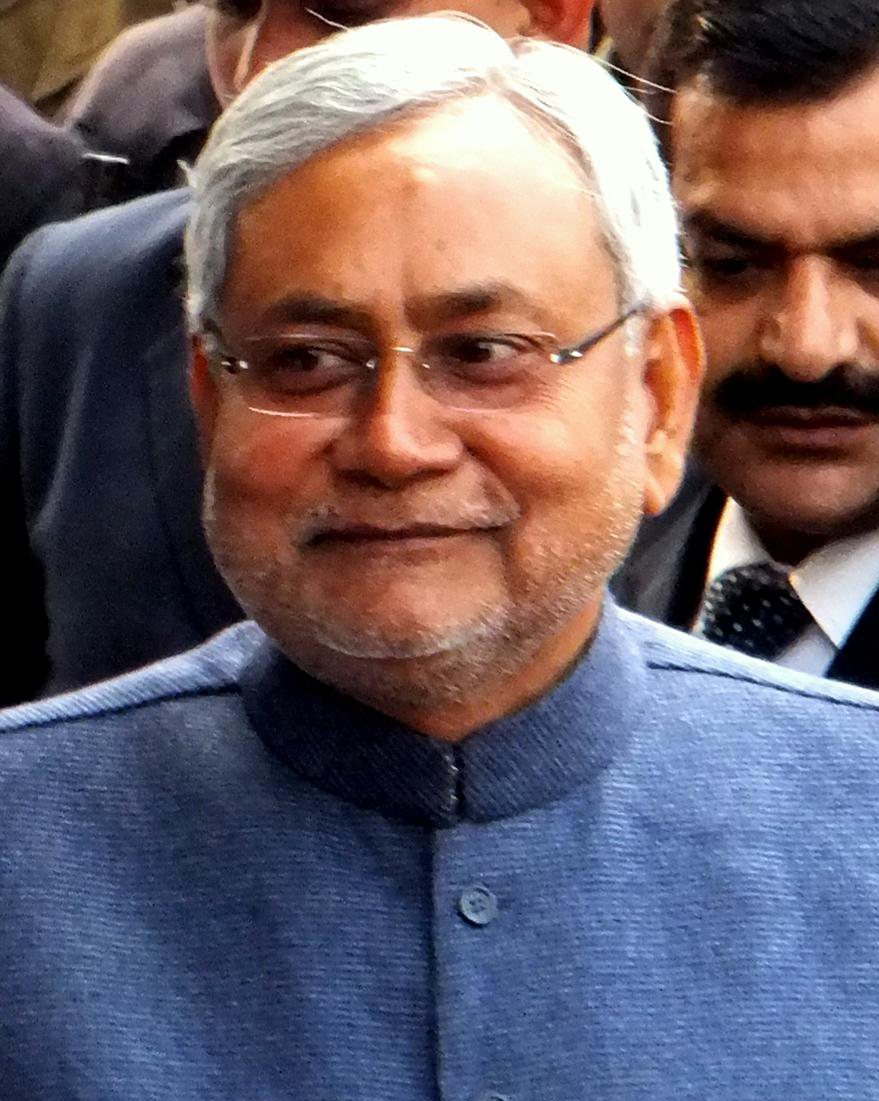
Nitish Kumar, ministre en chef du Bihar, président du Janata Dal (Uni).
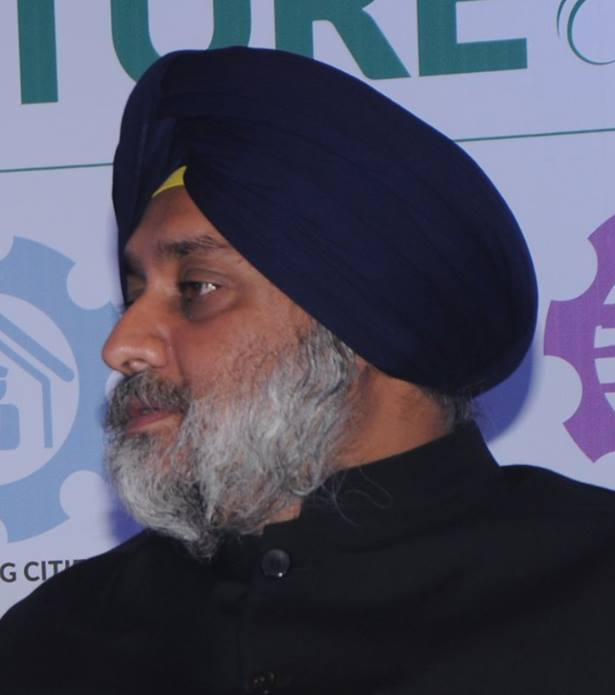
Sukhbir Singh Badal, président du Shiromani Akali Dal.

### Alliance progressiste unie
| | Alliance progressiste unie (UPA) Rahul Gandhi président du Congrès, candidat au poste de Premier ministre |
| - Congrès national indien - Dravida Munnetra Kazhagam (Tamil Nadu) - Parti du congrès nationaliste (Maharashtra) - Rashtriya Janata Dal (Bihar, Jharkhand) - Janata Dal (Secular) (Karnataka) - Jan Adhikar Party (Uttar Pradesh) - Rashtriya Lok Samta Party (Bihar) - Jharkhand Mukti Morcha (Jharkhand, Odisha) - Parti communiste d'Inde (localement : Odisha, Tamil Nadu) - Parti communiste d'Inde (marxiste) (localement : Odisha, Tamil Nadu) - Hindustani Awam Morcha (Bihar) - Indian Union Muslim League (Kerala, Tamil Nadu) - Vikassheel Insaan Party (Bihar) - Apna Dal (Krishna Patel) (Uttar Pradesh) - Jharkhand Vikas Morcha (Jharkhand) - Swabhimani Paksha (Maharashtra) - Viduthalai Chiruthaigal Katchi (Tamil Nadu) - Bahujan Vikas Aaghadi (Maharashtra) - Communist Party of India (Marxist–Leninist) Liberation (localement : Tamil Nadu) - Indhiya Jananayaga Katchi (Tamil Nadu) - Kerala Congress (M) (Kerala) - Kongunadu Makkal Desia Katchi (Tamil Nadu) - Marumalarchi Dravida Munnetra Kazhagam (Tamil Nadu) - Revolutionary Socialist Party (State level) (Kerala) - Yuva Swabhiman Party (Maharashtra) | |

L'Alliance progressiste unie est la coalition du Congrès, qui a été au pouvoir pour la dernière fois de 2004 à 2014. Rahul Gandhi, après avoir pris la tête de la campagne de 2014, a succédé à sa mère Sonia Gandhi et est devenu président du Congrès en décembre 2017.
Le Congrès a choisi de ne pas former d'alliance électorale dans les États où il est en compétition directe avec le BJP et n'a pas réussi à trouver d'accord avec d'importants partis régionaux opposés au BJP, notamment le Samajwadi Party et le BSP en Uttar Pradesh, le Trinamool Congress au Bengale-Occidental et le Aam Aadmi Party à Delhi. Il est toutefois allié au DMK au Tamil Nadu, au Janata Dal (Secular) au Karnataka et au Parti du congrès nationaliste au Maharashtra. Dans certains États, le Parti communiste d'Inde (marxiste) et le Parti communiste d'Inde sont également alliés au Congrès.
Dans son programme, intitulé « We Will Deliver », le Congrès met l'accent sur les programmes sociaux : le parti promet notamment de créer un programme de revenu garanti d'un montant de 72 000 ₹/an pour les foyers les plus pauvres et de doubler les dépenses en santé. Il annonce également vouloir mettre en place un financement public des partis politiques,.

Rahul Gandhi, président du Congrès.
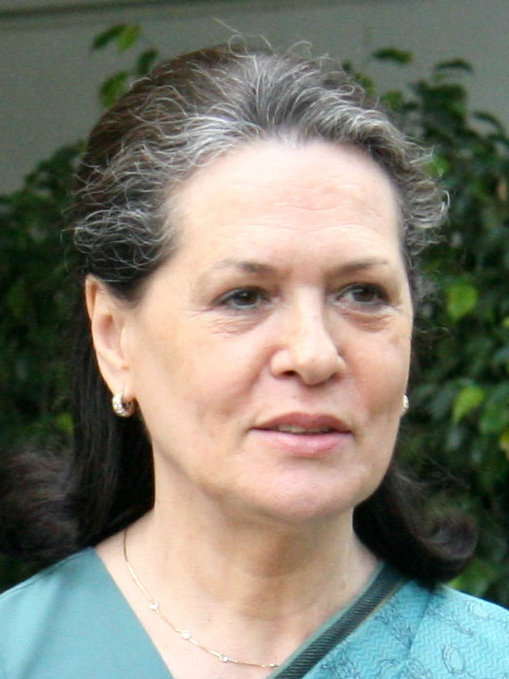
Sonia Gandhi, présidente de l'Alliance progressiste unie.
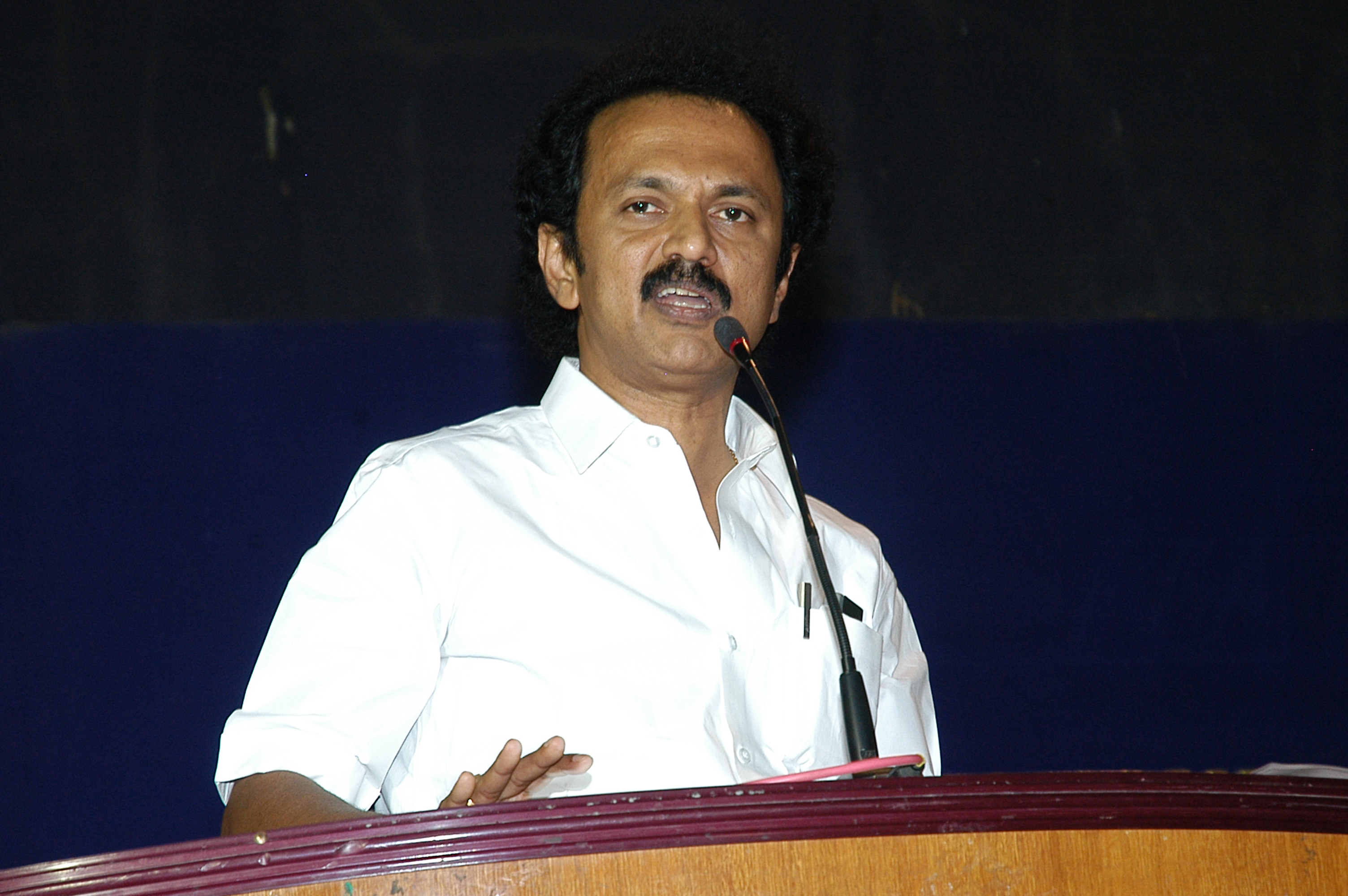
M. K. Stalin, leader du DMK.
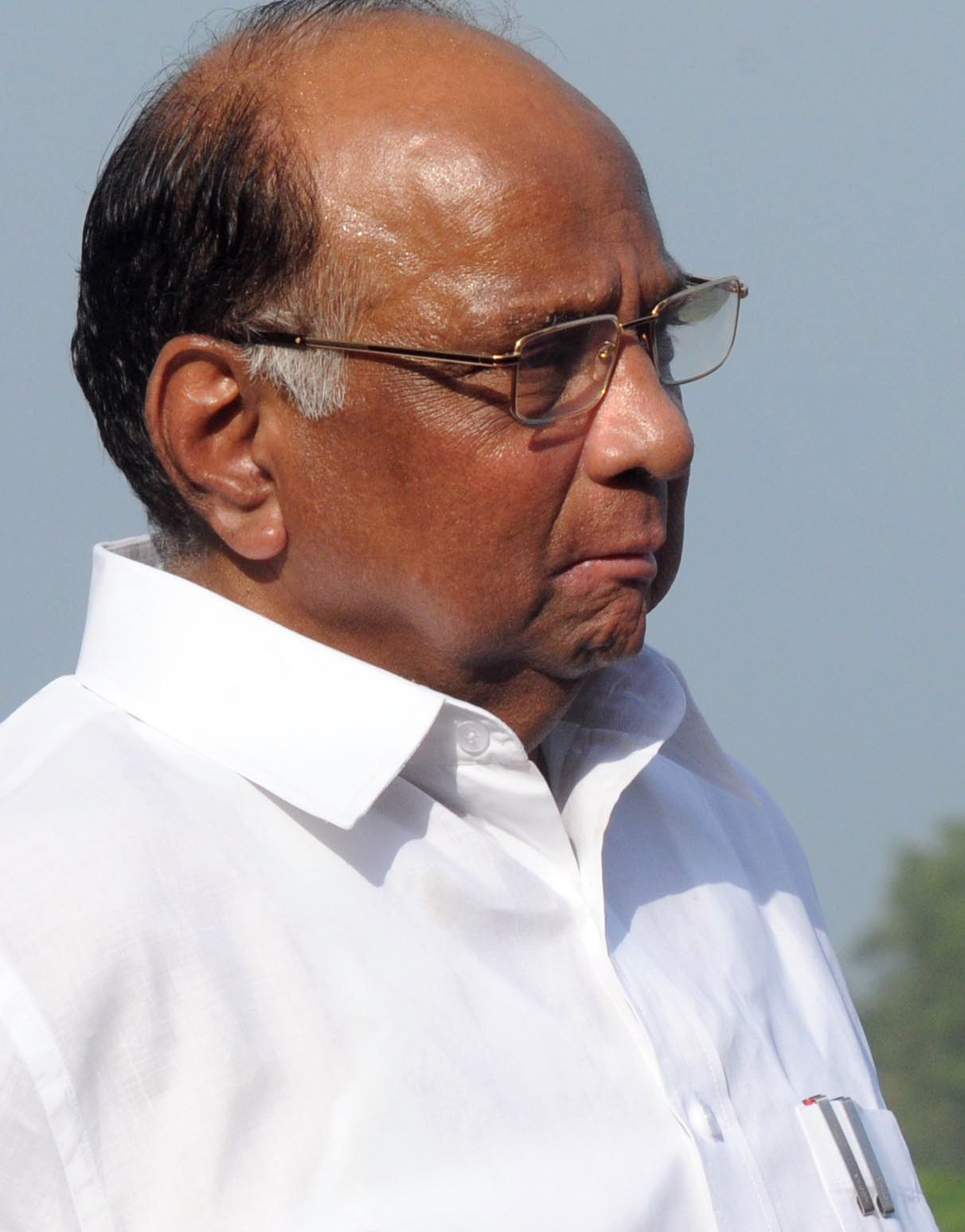
Sharad Pawar, président du Parti du congrès nationaliste.
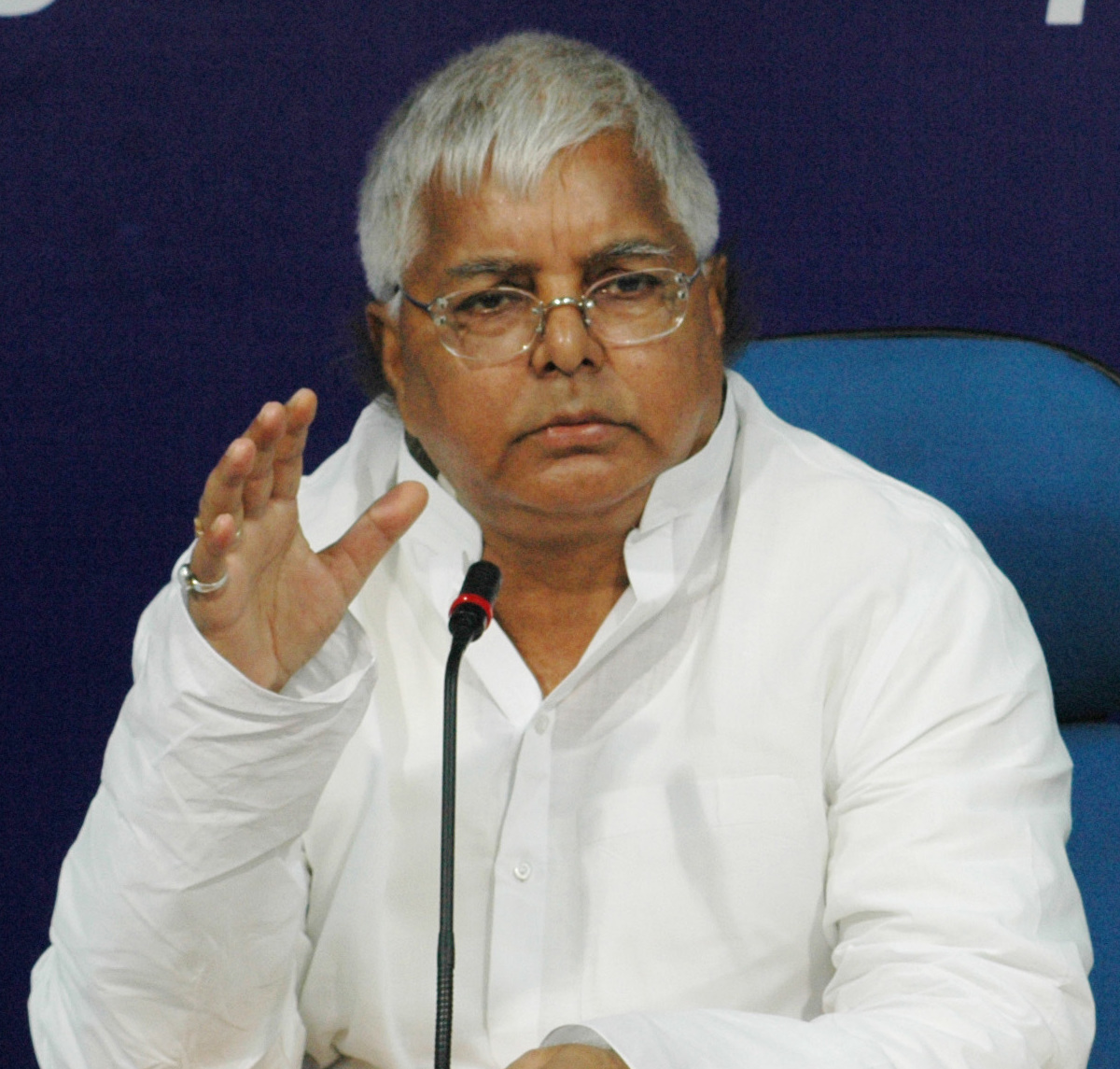
Lalu Prasad Yadav, leader du Rashtriya Janata Dal.
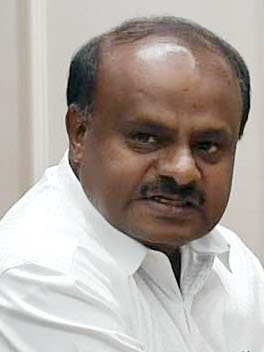
H. D. Kumaraswamy, ministre en chef du Karnataka, président du Janata Dal (Secular).

### Grande Alliance
| | Grande Alliance Mayawati Kumari présidente du BSP, candidate au poste de Première ministre |
| - Bahujan Samaj Party - Samajwadi Party - Rashtriya Lok Dal (Uttar Pradesh) - Gondwana Ganatantra Party (Madhya Pradesh) - Loktantra Suraksha Party (Haryana) - Punjab Ekta Party (Pendjab) - Lok Insaaf Party (Pendjab ) - Punjab Front (Pendjab) - Parti communiste d'Inde (localement : Andhra Pradesh, Pendjab) - Parti communiste d'Inde (marxiste) (localement : Andhra Pradesh) - Revolutionary Marxist Party of India (localement : Pendjab ) - Jana Sena Party (Andhra Pradesh, Telangana) |                                                                                            |

La Grande Alliance ou Mahagathbandhan est une coalition de plusieurs partis régionaux initiés par le Samajwadi Party et le Bahujan Samaj Party (BSP), deux partis d'Uttar Pradesh traditionnellement opposés. Ils sont rejoints par le Rashtriya Lok Dal et, dans certains États, le Parti communiste d'Inde (marxiste) et le Parti communiste d'Inde.
Le Aam Aadmi Party, n'ayant pas réussi à s'allier au Congrès à Delhi, et le Trinamool Congress, au pouvoir au Bengale-Occidental, soutiennent également la Grande Alliance.

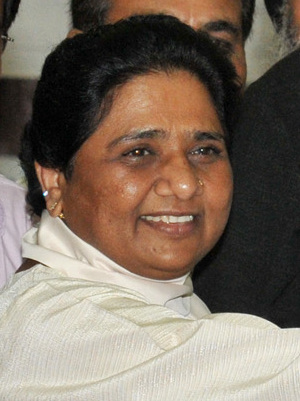
Mayawati Kumari, présidente du BSP.
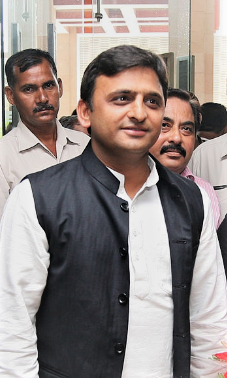
Akhilesh Yadav, président du Samajwadi Party.

### Front de gauche
| | Front de gauche |
| - Parti communiste d'Inde (marxiste) - Parti communiste d'Inde - Revolutionary Socialist Party (Bengale-Occidental) - All India Forward Bloc (Andhra Pradesh, Arunachal Pradesh, Bengale-Occidental) |                 |

Les partis du Front de gauche poursuivent leur alliance dans la plupart des États, notamment au Bengale-Occidental et au Kerala, leurs bastions historiques, mais le PCI(M) et le PCI s'allient, selon les États, au Congrès ou à la Grande Alliance.

## Sondages
La Commission électorale indienne interdit la publication de sondages entre le 11 avril et la clôture de la dernière phase de vote le 19 mai ainsi que la diffusion de prédictions faites par des astrologues,.

### Avant les élections
| Date                 | Institut           |     |     | Autres | Avance |      | Majorité |
| Date                 | Institut           | NDA | UPA | Autres | Avance |      | Majorité |
| 8 avril 2019         | Times Now-VMR      | 279 | 149 | 115    | 130    | 7    |          |
| 6 avril 2019         | IndiaTV-CNX        | 275 | 126 | 142    | 149    | 3    |          |
| 1 fév – 4 avril 2019 | Jan Ki Baat        | 310 | 122 | 111    | 188    | 38   |          |
| mars 2019            | Times Now-VMR      | 283 | 135 | 125    | 148    | 11   |          |
| mars 2019            | News Nation        | 270 | 134 | 139    | 131    | sans |          |
| mars 2019            | RepublicTV–C voter | 264 | 141 | 138    | 123    | sans |          |
| mars 2019            | IndiaTV-CNX        | 285 | 126 | 132    | 159    | 13   |          |
| mars 2019            | Zee 24 Taas        | 264 | 165 | 114    | 99     | sans |          |
| février 2019         | VDP Associates     | 242 | 148 | 153    | 94     | sans |          |
| janvier 2019         | Times Now-VMR      | 252 | 147 | 144    | 105    | sans |          |
| janvier 2019         | ABP News -Cvoter   | 233 | 167 | 143    | 66     | sans |          |
| janvier 2019         | India Today -Karvy | 237 | 166 | 140    | 67     | sans |          |
| janvier 2019         | VDP Associates     | 225 | 167 | 150    | 58     | sans |          |
| décembre 2018        | India Today        | 257 | 146 | 140    | 111    | sans |          |
| décembre 2018        | ABP News – C Voter | 247 | 171 | 125    | 76     | sans |          |
| décembre 2018        | India TV – CNX     | 281 | 124 | 138    | 157    | 9    |          |
| novembre 2018        | ABP News – C Voter | 261 | 119 | 163    | 142    | sans |          |
| Oct 2018             | ABP News           | 276 | 112 | 155    | 164    | 4    |          |
| août 2018            | India Today- Karvy | 281 | 122 | 140    | 159    | 9    |          |
| Mai 2018             | ABP News-CSDS      | 274 | 164 | 105    | 110    | 2    |          |
| janvier 2018         | Republic-CVoter    | 335 | 89  | 119    | 246    | 63   |          |
| janvier 2018         | India Today        | 309 | 102 | 132    | 207    | 37   |          |
| avril–mai 2014       | Élections 2014     | 336 | 60  | 113    | 276    | 64   |          |

### Sortie des urnes
À l'issue du scrutin, la quasi-totalité des sondages de sortie des urnes prédisent tous une réélection de la coalition du BJP avec une majorité absolue. Toutefois, si les sondages de sortie des urnes en Inde identifient souvent une tendance, il est arrivé plusieurs fois qu'ils prédisent des résultats différents du résultat final et sont donc à analyser avec précaution.
| Institut                   |          |         | Autres  | Avance |      | Majorité |
| Institut                   | NDA      | UPA     | Autres  | Avance |      | Majorité |
| India Today-Axis           | 352 ± 13 | 93 ± 15 | 82 ± 13 | 259    | 80   |          |
| News24-Today's Chanakya    | 350 ± 14 | 95 ± 9  | 97 ± 11 | 253    | 78   |          |
| News18-IPSOS CNN-IBN-IPSOS | 336      | 82      | 124     | 212    | 64   |          |
| VDP Associates             | 333      | 115     | 94      | 218    | 61   |          |
| Sudarshan News             | 313      | 121     | 109     | 192    | 41   |          |
| Times Now-VMR              | 306 ± 3  | 132 ± 3 | 104 ± 3 | 174    | 34   |          |
| Republic-Jan Ki Baat       | 305      | 124     | 113     | 181    | 33   |          |
| Suvarna News               | 305 ± 10 | 124 ± 2 | 102 ± 0 | 181    | 33   |          |
| India News-Polstrat        | 287      | 128     | 127     | 159    | 15   |          |
| Republic-CVoter            | 287      | 128     | 127     | 159    | 15   |          |
| NewsNation                 | 286 ± 4  | 122 ± 4 | 134 ± 4 | 152    | 14   |          |
| ABP-CSDS                   | 277      | 130     | 135     | 142    | 5    |          |
| NewsX-Neta                 | 242      | 164     | 137     | 78     | sans |          |

## Résultats

### Résultats nationaux
|                                             |                                             |                                             |                                             |                                             |                                             |      |               |               |  |
| Partis ou coalitions                        | Partis ou coalitions                        | Partis ou coalitions                        | Partis ou coalitions                        | Votes                                       | %                                           | +/-  | Sièges        | +/-           |  |
|                                             |                                             | Bharatiya Janata Party                      | Bharatiya Janata Party                      | 229 076 879                                 | 37,30                                       | 6,30 | 303           | 21            |  |
|                                             | Shiv Sena                                   | Shiv Sena                                   | 12 858 904                                  | 2,09                                        | 0,24                                        | 18   | en stagnation |               |  |
|                                             | Janata Dal (Uni)                            | Janata Dal (Uni)                            | 8 926 679                                   | 1,45                                        | 0,37                                        | 16   | 14            |               |  |
|                                             | All India Anna Dravida Munnetra Kazhagam    | All India Anna Dravida Munnetra Kazhagam    | 8 307 345                                   | 1,35                                        | 1,92                                        | 1    | 36            |               |  |
|                                             | Shiromani Akali Dal                         | Shiromani Akali Dal                         | 3 778 574                                   | 0,62                                        | 0,04                                        | 2    | 2             |               |  |
|                                             | Lok Jan Shakti Party                        | Lok Jan Shakti Party                        | 3 206 979                                   | 0,52                                        | 0,11                                        | 6    | en stagnation |               |  |
|                                             | Apna Dal (Soneylal)                         | Apna Dal (Soneylal)                         | 1 039 478                                   | 0,17                                        | 0,02                                        | 2    | 2             |               |  |
|                                             | Rashtriya Loktantrik Party                  | Rashtriya Loktantrik Party                  | 660 051                                     | 0,11                                        | 1,23                                        | 1    | 1             |               |  |
|                                             | All Jharkhand Students Union                | All Jharkhand Students Union                | 648 277                                     | 0,11                                        | 0,02                                        | 1    | 1             |               |  |
|                                             | National People's Party                     | National People's Party                     | 425 986                                     | 0,07                                        | 0,03                                        | 1    | en stagnation |               |  |
|                                             | Nationalist Democratic Progressive Party    | Nationalist Democratic Progressive Party    | 500 510                                     | 0,08                                        | Nv                                          | 1    | 1             |               |  |
|                                             | Mizo National Front                         | Mizo National Front                         | 224 286                                     | 0,04                                        | Nv                                          | 1    | 1             |               |  |
| Total Alliance démocratique nationale (NDA) | Total Alliance démocratique nationale (NDA) | Total Alliance démocratique nationale (NDA) | Total Alliance démocratique nationale (NDA) | Total Alliance démocratique nationale (NDA) | Total Alliance démocratique nationale (NDA) | 353  | 17            |               |  |
|                                             |                                             | Congrès national indien                     | Congrès national indien                     | 119 495 214                                 | 19,46                                       |      | 52            | 6             |  |
|                                             | Dravida Munnetra Kazhagam                   | Dravida Munnetra Kazhagam                   | 14 363 332                                  | 2,34                                        |                                             | 23   | 24            |               |  |
|                                             | Parti du congrès nationaliste               | Parti du congrès nationaliste               | 8 500 331                                   | 1,38                                        |                                             | 5    | 1             |               |  |
|                                             | Janata Dal (Secular)                        | Janata Dal (Secular)                        | 3 457 107                                   | 0,56                                        |                                             | 1    | 1             |               |  |
|                                             | Jharkand Mukti Morcha                       | Jharkand Mukti Morcha                       | 1 901 976                                   | 0,31                                        |                                             | 1    | 1             |               |  |
|                                             | Indian Union Muslim League                  | Indian Union Muslim League                  | 1 592 467                                   | 0,26                                        |                                             | 3    | 1             |               |  |
|                                             | Revolutionary Socialist Party               | Revolutionary Socialist Party               | 709 685                                     | 0,12                                        |                                             | 1    | 1             |               |  |
|                                             | Viduthalai Chiruthaigal Katchi              | Viduthalai Chiruthaigal Katchi              | 507 643                                     | 0,08                                        |                                             | 1    | 1             |               |  |
|                                             | Kerala Congress (M)                         | Kerala Congress (M)                         | 421 046                                     | 0,07                                        |                                             | 1    | en stagnation |               |  |
|                                             | Jammu & Kashmir National Conference         | Jammu & Kashmir National Conference         | 280 356                                     | 0,05                                        |                                             | 3    | 3             |               |  |
| Total Alliance progressiste unie (UPA)      | Total Alliance progressiste unie (UPA)      | Total Alliance progressiste unie (UPA)      | Total Alliance progressiste unie (UPA)      | Total Alliance progressiste unie (UPA)      | Total Alliance progressiste unie (UPA)      | 91   | 31            |               |  |
|                                             |                                             | Bahujan Samaj Party                         | Bahujan Samaj Party                         | 22 246 501                                  | 3,62                                        |      | 10            | 10            |  |
|                                             | Samajwadi Party                             | Samajwadi Party                             | 15 647 206                                  | 2,55                                        |                                             | 5    | en stagnation |               |  |
| Total Grande Alliance                       | Total Grande Alliance                       | Total Grande Alliance                       | Total Grande Alliance                       | Total Grande Alliance                       | Total Grande Alliance                       | 15   | 10            |               |  |
|                                             |                                             | Parti communiste d'Inde (marxiste)          | Parti communiste d'Inde (marxiste)          | 10 744 908                                  | 1,75                                        |      | 3             | 6             |  |
|                                             | Parti communiste d'Inde                     | Parti communiste d'Inde                     | 3 576 184                                   | 0,58                                        |                                             | 2    | 1             |               |  |
| Total Front de gauche                       | Total Front de gauche                       | Total Front de gauche                       | Total Front de gauche                       | Total Front de gauche                       | Total Front de gauche                       | 5    | 5             |               |  |
|                                             | All India Trinamool Congress                | All India Trinamool Congress                | All India Trinamool Congress                | 24 929 330                                  | 4,06                                        |      | 22            | 12            |  |
|                                             | YSR Congress Party                          | YSR Congress Party                          | YSR Congress Party                          | 15 537 006                                  | 2,53                                        |      | 22            | 13            |  |
|                                             | Telugu Desam Party                          | Telugu Desam Party                          | Telugu Desam Party                          | 12 515 345                                  | 2,04                                        |      | 3             | 13            |  |
|                                             | Biju Janata Dal                             | Biju Janata Dal                             | Biju Janata Dal                             | 10 174 021                                  | 1,66                                        |      | 12            | 8             |  |
|                                             | Telangana Rashtra Samithi                   | Telangana Rashtra Samithi                   | Telangana Rashtra Samithi                   | 7 696 848                                   | 1,25                                        |      | 9             | 2             |  |
|                                             | Aam Aadmi Party                             | Aam Aadmi Party                             | Aam Aadmi Party                             | 2 716 629                                   | 0,44                                        |      | 1             | 3             |  |
|                                             | All India United Democratic Front           | All India United Democratic Front           | All India United Democratic Front           | 1 402 088                                   | 0,23                                        |      | 1             | 2             |  |
|                                             | All India Majlis-e-Ittehadul Muslimeen      | All India Majlis-e-Ittehadul Muslimeen      | All India Majlis-e-Ittehadul Muslimeen      | 1 201 542                                   | 0,20                                        |      | 2             | 1             |  |
|                                             | Naga People's Front                         | Naga People's Front                         | Naga People's Front                         | 363 527                                     | 0,06                                        |      | 1             | 1             |  |
|                                             | Sikkim Krantikari Morcha                    | Sikkim Krantikari Morcha                    | Sikkim Krantikari Morcha                    | 166 922                                     | 0,03                                        |      | 1             | 1             |  |
|                                             | Autres partis                               | Autres partis                               | Autres partis                               | 5 343 894                                   | 0,87                                        | –    | 0             | –             |  |
|                                             | Indépendants                                | Indépendants                                | Indépendants                                | 16 485 773                                  | 2,68                                        |      | 4             | 1             |  |
|                                             | Aucun d'entre eux                           | Aucun d'entre eux                           | Aucun d'entre eux                           | 6 522 772                                   | 1,06                                        | 0,04 | –             | –             |  |
|                                             | Sièges réservés aux anglo-Indiens           | Sièges réservés aux anglo-Indiens           | Sièges réservés aux anglo-Indiens           |                                             |                                             |      | 2             | en stagnation |  |
|                                             |                                             |                                             |                                             |                                             |                                             |      |               |               |  |
| Votes valides                               | Votes valides                               | Votes valides                               | Votes valides                               | 614 172 823                                 | 99,92                                       |      |               |               |  |
| Votes blancs et nuls                        | Votes blancs et nuls                        | Votes blancs et nuls                        | Votes blancs et nuls                        | 511 575                                     | 0,08                                        |      |               |               |  |
| Total                                       | Total                                       | Total                                       | Total                                       | 614 684 398                                 | 100                                         | –    | 545           | en stagnation |  |
| Abstentions                                 | Abstentions                                 | Abstentions                                 | Abstentions                                 | 297 266 336                                 | 32,60                                       |      |               |               |  |
| Inscrits / participation                    | Inscrits / participation                    | Inscrits / participation                    | Inscrits / participation                    | 911 950 734                                 | 67,40                                       |      |               |               |  |

Résultats en voix par coalition.
Parti vainqueur par circonscription.

## Analyse
Le BJP remporte 303 sièges, soit une majorité absolue à la Lok Sabha : c'est la première fois qu'un parti autre que le Congrès réussit à remporter une majorité absolue à deux élections successives. Il réussit ce résultat en s'imposant largement dans l'Inde du Nord hindiphone, son bastion traditionnel où son score dépasse souvent 50 % des voix. Au Bihar et au Maharashtra il s'impose grâce à l'appui de ses alliés : le Janata Dal (Uni) et le Shiv Sena.
En Uttar Pradesh, l'État le plus peuplé, le BJP remporte 62 des 78 sièges. L'alliance du Bahujan Samaj Party et du Samajwadi Party au sein de la Grande Alliance ne parvenant à remporter que 15 sièges. Dans cet État, le Congrès ne remporte qu'un seul siège : celui de Sonia Gandhi, ancienne présidente du parti. Son fils et actuel président du Congrès, Rahul Gandhi, perd sa circonscription d'Amethi (il est toutefois élu au Kerala, où il se présentait également).
Avec 52 sièges, le Congrès n'améliore que marginalement ses positions par rapport à 2014, principalement dans le Sud et au Pendjab. Le parti ne fait élire aucun député dans 17 États et territoires. Ces résultats mettent en doute l'avenir du parti et la direction de la famille Nehru-Gandhi qui le dirige presque sans interruption depuis l'Indépendance.
Plus de 40 % des élus sont cités dans des affaires criminelles.
Seuls 25 élus sont musulmans, soit 4,6 % de l’assemblée, alors que les musulmans représentent 14,6 % de la population. 78 femmes sont élues (14,3 %), contre 66 cinq ans plus tôt. La majorité d'entre elles sont issues des familles de dirigeants politiques. Sociologiquement, ces élections confirment le retour des hautes castes au Parlement, amorcé dix ans auparavant et qui tient à la composition élitaire du BJP. Ainsi, sur les 147 candidats de ce parti dans les circonscriptions de la zone hindiphone 88 appartenaient aux hautes castes, qui ne représentent que 12 % de la population..